# ペット・エイリアン
ペット・エイリアンは、アメリカ合衆国のコンピュータアニメーションを用いたテレビアニメ。2005年にMike Young Productionsが制作したこのアニメは、Jeff Muncyがデザインを行っており、多くの話の脚本は Dan Dankoが、監督はアンドリュー・ヤングがそれぞれ行っている。このアニメは13歳の少年トミー・ケイドルと、彼の灯台に住む5名のエイリアンの日常が中心である。
このアニメは26話が放送された後、打ち切られたが、2007年に復活し第3・第4シーズンが放送された。また、このアニメはデイタイム・エミー賞にノミネートされたこともある。
日本ではカートゥーンネットワークで放送された。

## 登場人物

### ケイドル家
トミー・ケイドル
声 - チャーリー・シュラッター/日本語 - 宮田幸季
エイリアンと共に暮らしている少年。タフィーが好物。エイリアン達からは「地球人トミー」と呼ばれている。
ディンコ
声 - チャーリー・アドラー/坂口候一
ケイドル家に居候している緑色のエイリアン。明るい性格でトミーとは親友の関係になるが、トラブルメーカーでもあるため、いつも騒動を起こす。
ガンパース
声 - ジェス・ハーネル/伝坂勉
ケイドル家に居候している桃色のエイリアン。大きな体格で怪力の持ち主なのだが、頭が弱く臆病なため面倒を起こすことが多い。非常に大食漢で何でも食べてしまう。彼の歯は意思を持っているようで、時々目や手足を生やして独自に行動している。
スワンキー
声 - ジェス・ハーネル/中村秀利
ケイドル家に居候している青色のエイリアン。自尊心が高く、いつも威張っている。他人を見下しているが、自身も無知で無能なため騒動を起こしてしまう。仲間達からも邪険に扱われており、損な役回りになることが多い。通販番組に凝っており、気に入った商品を勝手に買ってトミーを困らせている。
フリップ
声 - チャーリー・アドラー/河本邦弘
ケイドル家に居候している紫色のエイリアン。鶏冠の様な髪型をしており、理解不能の奇声を上げているが、時々人語を話す。手足を羽ばたかせて空を飛ぶことができ、スワンキーに体当たりをするのが趣味。
スクラッフィー
ケイドル家に居候している桃色のエイリアン。犬のような姿をしており、とてもよく伸びる舌を持っている。他のエイリアンとは異なり、人語を話すことができない。
トミーのママ
声 - キャンディ・ミロ
トミーの母親。いつも姿は見せず、灯台に住むトミーとは通信機を使って会話している。

### トミーのクラスメイト達
ギャビー
声 - キャンディ・ミロ/成田紗矢香
眼鏡を開けた少女。トミーに惚れており、積極的に彼に迫っているが、全く相手にされていない。
メルバ・マナーズ
声 - キャンディ・ミロ
とてもわがままで気が強い少女。甘やかされて育ってきた。トミーやエイリアンたちを小馬鹿にしている。
グランビル・デスプレイ
声 - ジェス・ハーネル
街の名家の生まれで、金持ちなことを鼻にかけている少年。友達がいないため、剥製の置物を友達のように扱っている。メルバに惚れており、彼女に振り向いてもらうために色々なことをするが全て失敗に終わってしまう。
クリントン・フィルモア・ジェファーソン13世
声 - チャーリー・シュラッター
いじめっ子の少年。スポーツ万能で、自分が一番でなければ気が済まない負けず嫌いな性格。いつもトミーをからかっている。

### その他の人物
キャプテン・スパングリー
声 - チャーリー・アドラー
街でタフィー屋を営んでいる元船乗り。彼の作るタフィーは絶品だと評判が良い。
オールドマン・ビターズ
声 - チャーリー・アドラー
海岸の小屋に住む老漁師。とても偏屈な性格。
ドクター・ダフォディル
声 - チャーリー・アドラー
宇宙からやってきた茶色のエイリアン。ディンコ達が信頼している医師だが、その治療は決して良いものとは言えない。

## サブタイトル

### シーズン1
1. The Boy with Six Legs/Evil Emperor
2. The Amazing Atomic Tommy/Crater of Doom
3. Attack of the 50 ft Boy/It Came from the Closet
4. The Bride of Gumpers/The Thing on the Corner
5. I Was a Teenage Bearded Boy/Escape from Detention X
6. Box of Doom/Assault of a Rodent
7. They Came from Outer Space/Tentacles of Terror
8. The Great Movie Massacre/The Day That Wouldn't End
9. It Comes When You Sleep/Attack of the Werescruffy
10. Sounds of Doom/Darkness
11. She Comes for Your Heart/Beast Who Stole My Heart
12. Night of the Walking Cannonball/It Landed on the Porch
13. Bay of the Triffids/Doctor of Doom

### シーズン2
1. Invasion of the Balloon People/The Little Monster Ball
2. The Land That Size Forgot/The Day the Food Expired
3. The Evil that Thumbs Do/Terror TV
4. Bad Blood from Beyond/The Day Time Stood Still
5. Horror Scope/Scare Affair
6. Stage Fright/Night of the Cat People
7. Return of the Ghastly Gobbler/Shipping and Handling Not Included
8. The Boy Who Became Something/Unleashed Beast of Fury
9. The Creature of the Spray Bay/The Alien Who Sold the World
10. Beware the Decider Maker/I Voted for an Alien
11. A Pirate and His Dog/They Took Tommy's Brain
12. The Boy Who Ate Too Much Taffy/The Floating Head
13. The Time That Time Ended/The Day of Judgement

### シーズン3
1. The Creature Who Left/It Came from the Fan Club
2. A World Without Hamburgers/Evil That Pinched My Feet
3. The Earth Boy Who Needed Protection/Seventy Foot Tommy
4. Island of Doom/Him
5. The Guest Who Wouldn't Leave… Ever/Day of the Naked Aliens
6. Master Bakers!/The Horror That Is Klattou
7. He Walks and Talks Like an Alien/The Night of Two Tommys +1
8. Curse of the Frozen Tommy/Night of the Norwegian Boy
9. Curse of the Invisible Boy/Remote Control of Doom
10. They Took the Toilet to Outer Space/This Phone, This Insanity!
11. They Had an Aluminium Ticket/The Slo-Mo Terror
12. Trapped in the Pink Purse Dimension/Race with the Clinton
13. Big Hand of Fate/The Beast That's Stuck in My Foot

### シーズン4
1. The Black Eye Of Doom/The Sheriff Was An Alien
2. Crevice Of Doom/She Came From Conforma!
3. Terror In My Nose/Belch Of Destruction
4. Gumpers Of The Future/Planet Of The Granvilles
5. The Boy Who Cried „Waaah!”/The Cow Says „Moo!”
6. Duet From Another Dimension!/The Doctor Is In… Sane!
7. The Horrible Workout Of Evil/The Incredible Floating Boy
8. The Lookalike Girl Of Evil/Uranus Awaits
9. The Night My Brain Froze/Scout's Horror!
10. When TV Ruled The World/The Thing With The Ugly Face
11. Dr. Jekyll And Mr. Swanky/The Day That Flip Stood Still
12. When Clinton Ruled The World!/Beware The Crack!
13. The Alien Who Invaded The Taffy Shoppe/Hammy Of Earth!

## 評価
ジェス・ハーネルが第33回デイタイム・エミー賞で"Outstanding Performer in an Animated Program"にノミネートされた